# Obereopsis assamensis
Obereopsis assamensis là một loài bọ cánh cứng trong họ Cerambycidae.